# مقصدهای پروازی ازبکستان ایرویز

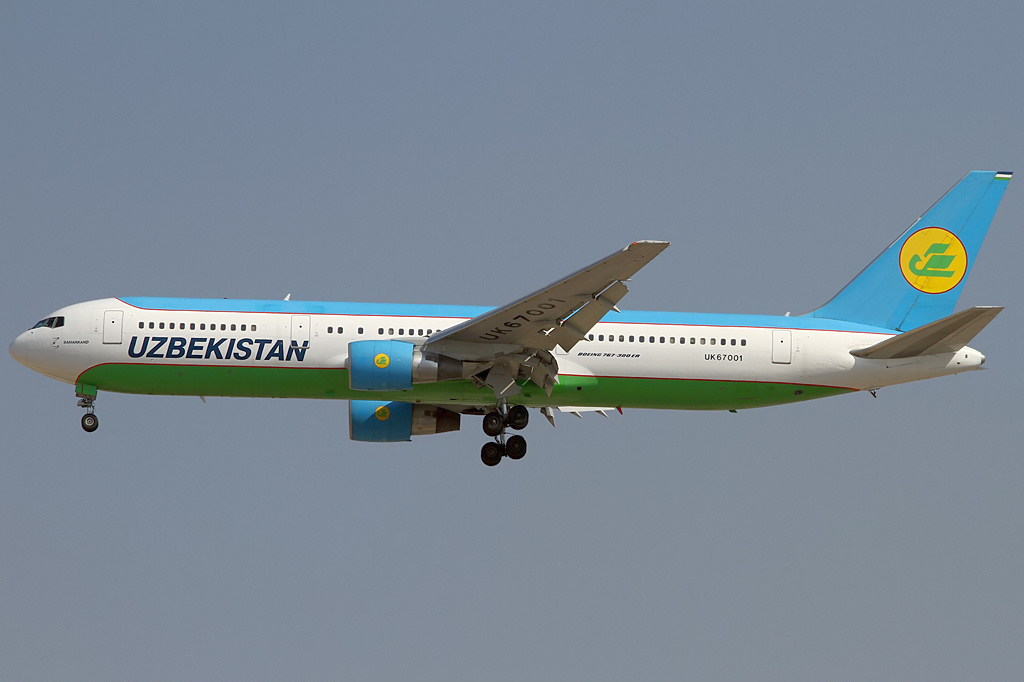
یک فروند بوئینگ ۷۶۷–۳۰۰ئی‌آر ازبکستان ایرویز در فرودگاه بین‌المللی دوبی در سال ۲۰۱۳ میلادی.

کشورهایی که ازبکستان ایزویز به آن‌ها پرواز انجام می‌دهد (شامل مسیرهای فصلی و آتی).

مقصدهای پروازی ازبکستان ایرویز تا تاریخ مارس ۲۰۱۶ به شرح زیر است: